# Sophronica bettoni
Sophronica bettoni är en skalbaggsart som beskrevs av Charles Joseph Gahan 1898. Sophronica bettoni ingår i släktet Sophronica och familjen långhorningar.
Artens utbredningsområde är:
- Kenya.
- Malawi.
- Zimbabwe.

Inga underarter finns listade i Catalogue of Life.